# 紋章文字

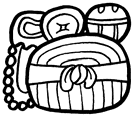
ティカルの紋章文字。

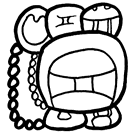
トニナの紋章文字。クフル・ポ・アハウと読む。右下に音節文字waが見える。

紋章文字（もんしょうもじ、英語: Emblem Glyph）は、古代マヤの碑文に見られる、都市または国家に特有のマヤ文字をいう。しばしば王の名の後ろに書かれている。
紋章文字はマヤ中部だけで50以上が知られている。北部では少ないが、急増しつつある。
紋章文字は通常3つの要素から構成される。マヤ文字の解読が進んだ現在では、これらの要素は以下のように表音的に読まれるようになった。
- 前接字（左側に置かれる部分）は点々がつながった形をしている。エリック・トンプソンは水と関連する文字（トンプソン番号でT32～T41)の中に含めたが、現在ではクフル(k'uhul)[4]と読んで「神聖な」という意味の形容詞とされる。
- 上接字（上部に置かれる部分）は丸い形が2つ並んでいる。ツォルキン（260日暦）の日名のベンおよびイク（イッチ）を並べたように見えるため、ベン＝イッチ(Ben-Ich)というあだなで呼ばれていたが(T168)、現在ではアハウ(ajaw)と読んで「王」という意味とされる。場合によってはアハウのウ(w)の子音を表音的に表すために下にwaの音節文字が加えられることもある。
- 主字は実際の都市または国の名前である。

たとえば、ティカルの紋章文字であるならば、主字はムタル(Mutal)と読むことがわかっているので、前接字-主字-上接字の順に「クフル・ムタル・アハウ」と読んで「神聖なるムタルの王」という意味になる。
マヤ遺跡が古代において何と呼ばれていたかは通常不明であるため、本来の名前とは無関係に遺跡名がつけられるが、紋章文字の研究からこれらの都市が何と呼ばれたかわかるようになってきている。上記のティカルのほかに、パレンケは「ラカム・ハ」、コパンは「オシュ・ウィティック」と呼ばれていたことが明らかになっている。また、ティカル、ドス・ピラス、アグアテカが共通の紋章文字を使っていることから、ドス・ピラス＝アグアテカ王朝がティカル出身であることがわかる。

## 研究史
紋章文字は、ハインリヒ・ベルリンが1958年に発見した。ベルリンは、さらに、ある都市の石碑に別の都市の紋章文字が刻まれていることから、両都市間に何らかの関係があったことを示し、マヤの政治地理学的な分析が可能になるかもしれないと述べた。紋章文字の発見によって、暦以外の文字があること、碑文が歴史を刻んでいることを示唆する手がかりがあたえられた。
1960年代にはいるとトーマス・バルテルは、731年に建てられたコパンの石碑Aに見られる4つの都市の紋章文字（ティカル、コパン、パレンケ、カラクムル）が、4つの方向と関係して記されていることに注目した。いっぽう849年のセイバル石碑10号ではティカル、セイバル、カラクムル、モトゥル・デ・サンホセの文字が刻まれているが、これは9世紀中葉にマヤ政治圏が縮小したことを示すと考えた。
ジョイス・マーカスは1976年の論文で、上位の都市と従属する下位の都市が存在し、上位の都市は対等な同盟、対立関係の都市しか示さず、下位の都市は上位の都市について言及するので支配従属関係や都市間の階層性がわかると仮定し、この方法によって1級から4級までの4つの階層が認められるとした。そしてバルテルが指摘した4つの都市は最上位の都市が現れているものとした。
しかしバルテルおよびマーカスの説は紋章文字にのみ依存していたため、1980年代にマヤ文字の解読が進むとこの階層説は否定された。ピーター・マシューズは多くのマヤ支配者が同等の地位にあり、40以上の小国に分かれていたと考えた。小国同士が互いに戦争をくり返したことが明らかになったことからこの説は補強された。
1990年代にさらにマヤ文字の解読が進むと、「ある王が別の王を監督した」と書かれた碑文があることが判明し、ここから単なる小国分裂説にも問題があることがわかってきた。サイモン・マーティンらは有力な国家群の王（優越王）がライバルを支配下に置いて従属王としたという新しい説を唱えた。しかし従属国の内政に影響を及ぼすことはまれだったらしい。